# Kepler-296f
Kepler-296f (còn được gọi bởi nó Object Kepler thích định KOI-1422.04) là một khẳng định siêu Trái Đất hành tinh ngoại quay quanh trong vùng sinh sống của Kepler-296. Hành tinh này được phát hiện bởi NASA Kepler (tàu vũ trụ) bằng cách sử dụng phương pháp quá cảnh, trong đó các hiệu ứng mờ rằng một hành tinh nguyên nhân như nó đi qua trước mặt ngôi sao của nó được đo. NASA đã công bố việc phát hiện ra hành tinh này vào ngày 26 tháng 2 năm 2014.

## Đặc điểm
Kepler 296f là một siêu Trái Đất có bán kính gấp 1,79 lần Trái Đất. Hành tinh này quay quanh Kepler-296 mất 63,3 ngày một lần.
Hành tinh này nằm trong vùng có thể sinh sống được của Kepler-296, một vùng mà nước lỏng có thể tồn tại trên bề mặt hành tinh.